# Escala musical
Los sonidos musicales (usualmente llamados notas) se pueden ordenar formando escalas.
Se denomina escala musical a un conjunto de sonidos ordenados que crean un entorno sonoro particular. Estos sonidos o notas se denominan “grados de la escala” y pueden estar dispuestas de forma ascendente (de grave a agudo) o descendentemente (de agudo a grave).
Una escala musical es una secuencia de notas musicales en orden ascendente o descendente. Cada escala se define por un patrón específico de intervalos (distancias entre notas). La nota inicial de la escala se llama tónica, y es a partir de ella que se miden los intervalos. Existen varias escalas musicales, cada una con sus propias características y usos. Lo importante no es conocer todas las escalas posibles, sino los tipos que más se utilizan en la música.
Existen muchas escalas musicales surgidas en diferentes épocas y regiones del mundo. La mayoría de ellas están formadas por siete notas (Do, Re, Mi, Fa, Sol, La, Si) pero las hay también de cinco (llamadas pentatónicas), seis o doce sonidos. Se clasifican según el número de sonidos que contiene y los intervalos existentes entre ellos.

## Escala Natural
La escala natural es una secuencia de notas que sigue el patrón natural de los sonidos producidos, sin alteraciones de sostenidos o bemoles. Es la base de las escalas diatónicas y se conoce comúnmente como la escala de Do mayor (C) cuando se usa la nomenclatura de notas occidentales.

Las principales funciones de una escala son constituir la base de la armonia, tonalidad y de la melodía.

## Generalidades
La cantidad (expresada en grados) y cualidad (expresada en alturas) de los sonidos seleccionados para definir un ámbito sonoro particular determinan la existencia de numerosos tipos de escalas musicales; cada una de las cuales detalla un ordenamiento específico de un conjunto discreto de sonidos, cuyas diferentes alturas están relacionadas entre sí sistemáticamente (según un modelo de afinación), proporcionando una medida de las distancias entre los sonidos (intervalos) que la componen y las relaciones que los definen. Aunque varias escalas pueden tener la misma representación, su afinación e intervalos pueden ser diferentes y por lo tanto, sonar distinto.
Existen varias escalas musicales, tantas como ámbitos sonoros se deseen considerar; surgidas en diferentes épocas y regiones del mundo, según las distintas formas culturales. Su clasificación es variada, generalmente el criterio básico para categorizar cada escala musical está dado por el número de sus sonidos componentes (escalas pentatónicas, hexatónicas, heptatónicas, etc.), o los intervalos existentes entre ellos (escalas diatónicas, cromáticas, mayores, menores, artificiales, etc.).
La escala musical se forma a partir de las distancias de tono y semitono. La mayoría de ellas están formadas por siete notas (cuando es con cromatismos suelen ser 12), pero las hay también de seis u ocho.

## Tipos

### Escala diatónica

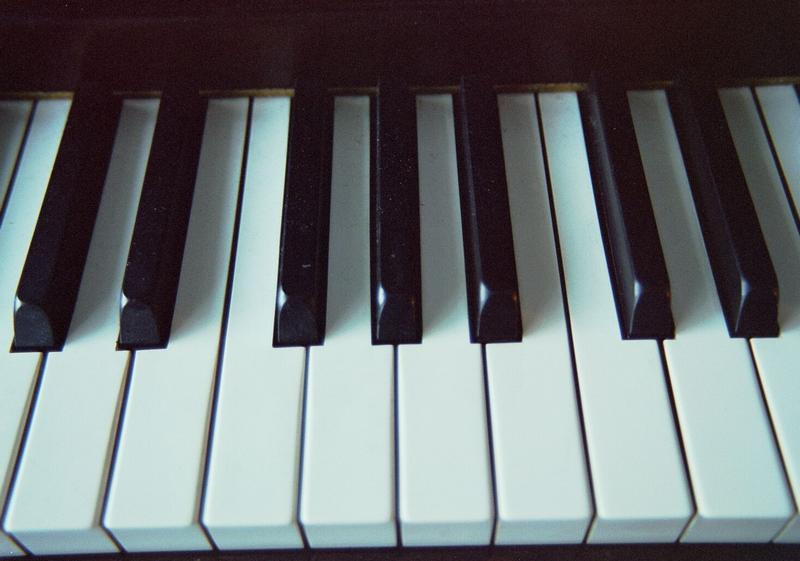
Teclado moderno basado en la escala diatónica. La nota "do" está indicada en la tecla blanca situada más a la izquierda de la imagen, a la izquierda de las dos teclas negras.

El modelo de escala diatónica (del latín diatonĭcus) es el más conocido y el más «natural» audioperceptivamente, al menos desde la sensibilidad occidental. Este modelo, compuesto de 7 sonidos y uno que se repite denominados do-re-mi-fa-sol-la-si-do' es llamado octava. Este modelo se evidencia esquemáticamente con el patrón que muestran las teclas blancas del piano saltando las teclas negras. La nota "do" está indicada con la tecla blanca del piano que se halla más a la izquierda de la imagen adjunta.
Bajo el sistema moderno musical de temperamento igual, la escala diatónica está compuesta cualitativamente por 2 tipos de intervalos que son: el tono (denotado por T y equivalente a 200 cents) y el semitono (denotado por st, equivalente a 100 cents, o sea medio tono); cuantitativamente, la escala completa tiene cinco tonos y dos semitonos (en total, 1200 cents). Las diferentes maneras de distribuir estos intervalos (los cinco tonos y los dos semitonos) en los grados sucesivos, conlleva el nombre de un modo. Hay siete modos de distribuir estos tonos y semitonos.
La base acústica que fundamenta la construcción de la escala diatónica natural está determinada por los sucesivos armónicos que se desprenden de un sonido tomado como fundamental. Para la música tonal clásica, los sonidos que componen una escala musical completa diatónica natural en modo mayor son ocho, los cuales están distribuidos en siete grados consecutivos nominados según números romanos del "I" al "VII". Estos ocho sonidos están definidos por su relación acústica, perceptual y funcional con un único sonido fundamental, llamado tónica (I o primer grado), sobre el que se construye toda la escala y le da su nombre. Si la tónica se corresponde con el sonido fundamental "do", la escala se llamará escala de do (sin considerar su modo) y la sucesión de sonidos en forma ascendente será la indicada en la siguiente tabla usando tanto la notación ya indicada como el sistema de notación musical anglosajón:
| Grados                     | I  | II | III | IV | V   | VI | VII |
| -------------------------- | -- | -- | --- | -- | --- | -- | --- |
| Notas                      | DO | RE | MI  | FA | SOL | LA | SI  |
| Notas (sistema anglosajón) | C  | D  | E   | F  | G   | A  | B   |

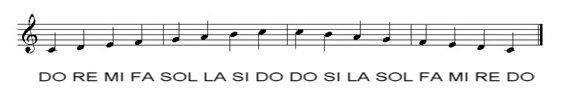
Escala de Do Mayor

En la música tonal clásica hay definidas como mínimo 24 escalas diatónicas (de uso en la actualidad): 12 escalas en modo mayor y sus correspondientes escalas relativas en modo menor, indicadas con la letra "m", por ejemplo: DO Mayor-LA menor (C-Am), FA Mayor-RE menor (F-Dm), SOL Mayor-MI menor (G-Em), etc.

##### Escalas diatónicas naturales (modales)
- según la especie de octava griega dórica (τατετα)la
  - sol la si do | (do) re mi fa | sol (= hiperlidia)
    - G A B C | (C) D E F | G (= hiperlidia).
- especie T T st T T T st
  - do re mi fa sol la si do [moderna sin alteraciones]
    - C D E F G A B C [moderna sin alteraciones]

  - do re mi fa | sol la si do [según la especie de octava griega lidia (τητητη)]
    - C D E F | G A B C [según la especie de octava griega lidia (τητητη)]
- especie T T T st T T st
  - fa sol la si do re mi fa [moderna sin alteraciones]
    - F G A B C D E F [moderna sin alteraciones]

  - fa | sol la si | (do) re mi fa [según la especie de octava griega hipolidia (τητατη)],
    - F | G A B C | (C) D E F [según la especie de octava griega hipolidia (τητατη)],

  - fa sol la si do | (do) re mi fa [según el modo lidio eclesiástico medieval, V auténtico]
    - F G A B C | (C) D E F [según el modo lidio eclesiástico medieval, V auténtico]

##### Escalas diatónicas artificiales
- Escala mayor artificial
- Escala menor bachiana
- Escala menor melódica
- Otras escalas variantes

Las escalas más comunes en Occidente suelen ser de uno de dos modos: el modo mayor y el modo menor. Las escalas en los modos mayor y menor son escalas diatónicas, y vienen dadas por los llamados modos gregorianos. En la escala en modo menor, los tonos están entre los grados: 1 y 2, 3 y 4, 4 y 5, 6 y 7, 7 y 8. Los semitonos, en cambio, separan a los grados: 2 y 3 y 5 y 6. Esta escala está basada en el modo menor natural, ya que cuando una obra musical está escrita en modo menor (clásica o no) se suelen utilizar simultáneamente varios modos menores: menor natural, menor armónica, menor melódica y menor dórica.
La escala menor armónica, es igual a la escala menor natural, salvo que se debe elevar un semitono el 7 grado.
La escala menor melódica, es igual a la escala menor natural, salvo que se debe elevar un semitono 6 y 7 grados ascendiendo, y descendiendo como la escala menor natural.
La escala menor dórica, es igual a la escala menor natural, salvo que debemos elevar un semitono el 6 grado.

## Escala cromática
La escala cromática completa representa la sucesión ascendente y descendente de los doce semitonos contenidos en una octava justa en un sistema atonal de temperamento justo. En dicha escala, siete son diatónicos y cinco cromáticos. La diferente manera de representar el ascenso y descenso cromático (por semitonos) determina 6 tipos de escalas cromáticas, numeradas del I al VI.
Una escala cromática de do contiene a las doce notas del sistema cromático de la música occidental. La distancia entre cada nota es un semitono.

Ejemplo : do- do#- re- re#- mi- fa- fa#- sol- sol#- la- la#- si- do-. ascendente.
```
        do- si- sib- la- lab- sol- solb- fa- mi- mib- re- reb- do-. descendente.
```

```
En cifrado americano :
        C- C#- D- D#- E- F- F#- G- G#- A- A#- B- C-. ascendente.
        C- B- Bb- A- Ab- G- Gb- F- E- Eb- D- Db- C-. descendente.
```

### Otras escalas

#### Modo jónico (escala mayor natural)
La escala o modo jónico es la que rige el modelo de escala mayor. Se caracteriza por tener un semitono entre la tercera y la cuarta nota o tercer y cuarto grado, y entre la séptima nota y la tónica. La escala sin alteraciones se construye comenzando en la nota do. Ésta es una escala mayor, puesto que la tercera desde la tónica es una tercera mayor. Su estructura, mostrando los espacios de los doce semitonos, es la siguiente:
| tónica | - - | Mayor | - - | Mayor | menor | - - | Mayor | - - | Mayor | - - | Mayor | (menor) tónica |

En el caso de do, sería así:

do [2.ª mayor] re [2.ª mayor] mi [3.ª menor] fa [4.ª mayor] sol [5.ª mayor] la [6.ª mayor] si [7.ª menor] do
O más técnicamente:
- T T st T T T st
- tono+tono+semitono+tono+tono+tono+semitono

O lo que es lo mismo:
- (T T st) T (T T st).
- tetracordio + T + tetracordio

Ejemplo: do, re, mi, fa, sol, la, si, do
En cifrado americano: C,D,E,F,G,A,B,C

#### Modo dórico
La escala o modo dórico es una escala menor, con la diferencia de que tiene una sexta mayor en vez de menor. Sus semitonos se sitúan entre el segundo y el tercer grado, así como entre el sexto y el séptimo. La escala sin alteraciones se construye comenzando en la nota re. Es una escala menor porque al medir la tercera desde la tónica es una tercera menor. Su estructura es la siguiente:
| tónica | - - | 2.ª mayor | 3.ª menor | - - | 4.ª justa | - - | 5.ª justa | - - | 6.ª mayor | 7.ª menor | - - | tónica |

O también:
- T st T T T st T

que puede agruparse así:
- (T st T) T (T st T).
- tetracordio + T + tetracordio

Ejemplo: Re, Mi, Fa, Sol, La, Si, Do, Re. En cifrado americano: D, E, F, G, A, B, C, D.
Sostenidos: Fa, Do, Sol, Re, La, Mi y Si.- F, C, G, D, A, E, B.
Bemoles: Si, Mi, La, Re, Sol, Do fa.- B, E, A, D, G, C, F.,

#### Modo frigio
La escala o modo frigio es una escala menor, con la diferencia de que tiene una segunda menor en vez de mayor. Sus semitonos se sitúan entre el primer grado y el segundo, y entre el quinto y el sexto. La escala sin alteraciones se construye comenzando en mi. Es una escala menor porque al medir la tercera desde la tónica es una tercera menor. Su estructura es la siguiente:
| tónica | 2.ª menor | - - | 3.ª menor | - - | 4.ª justa | - - | 5.ª justa | 6.ª menor | - - | 7.ª menor | - - | tónica |

O también: st T T T st T T
Ejemplo: Mi, Fa, Sol, La, Si, Do, Re, Mi. Cifrado: E, F, G, A, B, C, D, E.

#### Modo lidio
La escala o modo lidio es una escala mayor, con la diferencia de que tiene una cuarta aumentada en vez de una cuarta justa. Se caracteriza por tener un semitono entre el cuarto y el quinto grado, así como entre el séptimo y el octavo. La escala sin alteraciones comienza en la nota fa. Es una escala mayor porque la tercera desde la tónica es una tercera mayor. Su estructura es la siguiente:
| tónica | - - | 2.ª mayor | - - | 3.ª mayor | - - | 4.ª aumentada | 5.ª justa | - - | 6.ª mayor | - - | 7.ª mayor | tónica |

O también: T T T st T T st
Ejemplo: fa, sol, la, si, do, re, mi, faCifrado-F,G,A,B,C,D,E,F.

#### Modo mixolidio
La escala o modo mixolidio es una escala mayor con la diferencia de tener una séptima menor en vez de una mayor. Es la más conocida de las escalas gregorianas después de la mayor (jónica) y la menor (eólica). Se caracteriza por tener un semitono entre la tercera y la cuarta, y entre la sexta y la séptima. La escala sin alteraciones se construye comenzando en la nota sol. Es una escala mayor, pues la tercera desde la tónica es una tercera mayor. Su estructura es la siguiente:
| tónica | - - | 2.ª mayor | - - | 3.ª mayor | 4.ª justa | - - | 5.ª justa | - - | 6.ª mayor | 7.ª menor | - - | tónica |

o también: T T st T T st T
Ejemplo: sol, la, si, do, re, mi, fa, solCifrado-G-A-B-C-D-E-F-G.

#### Modo eólico (escala menor natural)
La escala o modo eólico es el que rige el modelo de escala menor. Sus semitonos se sitúan entre el segundo y tercer grado, así como entre el quinto y el sexto. La escala sin alteraciones se construye comenzando en la. Es una escala menor porque al medir la tercera desde la tónica es una tercera menor. Su estructura es la siguiente:
| tónica | - | 2.ª mayor | 3.ª menor | - | 4.ª justa | - | 5.ª justa | 6.ª menor | - | 7.ª menor | - | tónica |

o también: T, st, T, T, st, T, T
Ejemplo: la si do re mi fa sol laCifrado-A-B-C-D-E-F-G-A.

#### Modo locrio
La escala o modo locrio es una escala menor con la diferencia de tener una segunda menor en vez de mayor y una quinta disminuida en lugar de una quinta justa. Sus semitonos se sitúan entre la tónica y el segundo grado, así como entre el cuarto y el quinto. La escala sin alteraciones comienza en si. Es una escala disminuida porque al medir la quinta desde la tónica se trata de una quinta disminuida. Es la escala más inestable de todas, porque además la siguiente tercera después de la menor también es menor, lo que da lugar a un acorde disminuido (la séptima es menor). Su estructura es la siguiente:
| tónica | 2.ª menor | - - | 3.ª menor | - - | 4.ª justa | 5.ª dim. | - - | 6.ª menor | - - | 7.ª menor | - - | tónica |

o también: st, T, T, st, T, T, T
Ejemplo: si do re mi fa sol la siCifradoB-C-D-E-F-G-A-B.

### Escala pentatónica
Las escalas pentatónicas son las escalas más simples y las más utilizadas en música como el blues, el heavy metal y el rock. Solo tienen cinco notas, separadas por intervalos de segunda mayor o tercera menor, sin poder haber dos intervalos de tercera mayor juntos. No han de ser confundidas con las escalas pentáfonas, que también tienen cinco sonidos, pero con intervalos cualquiera.
Las hay solo de modelo mayor y menor, pues sería muy difícil de diferenciarlas escuchando cinco notas en vez de siete, entre otras escalas menores como la dórica, la frigia y la locria, o entre otras escalas mayores como la lidia y la mixolidia.
| tónica | - - | 2.ª mayor | - - | 3.ª mayor | - - | - - | 5.ª justa | - - | 6.ª mayor | - - | - - | tónica |

o también: T, T, 3/2T, T, 3/2T. C-D-E-G-A-C.
(Es decir igual que la escala jónica pero sin cuarta ni séptima).
Existe una variación de la escala pentatónica mayor de sustituir el tercer grado de la escala por el cuarto, con lo cual los grados de la escala quedan representados de la siguiente manera:
| tónica | - - | 2.ª mayor | - - | - - | 4.ª justa | - - | 5.ª justa | - - | 6.ª mayor | - - | - - | tónica |

es decir:3/2T, T, T, 3/2 T, T
| tónica | - - | - - | 3.ª menor | - - | 4.ª justa | - - | 5.ª justa | - - | - - | 7.ª menor | - - | ----------------- | tónica | - - | - - | 3.ª menor | - - | 4.ª justa | - - | 5.ª justa | - - | - - | 7.ª menor | - - | tónica |

o también: 3/2 T, T, 3/2T, T.
Ejemplos: A menor pentatónica: A C D E G A. A mayor pentatónica: A B C# E F# A.

### Escala deblues
La escala de blues es la que se suele emplear en el rock moderno. Consiste en una escala pentatónica menor a la que se le añade una quinta disminuida o cuarta aumentada como nota de paso (blue note). Es también frecuente añadir otras dos notas de paso: la tercera mayor y la séptima mayor. Ejemplo: DO-Mib-Fa-Fa#-Sol-Sib-Do. Cifrado C-Eb-F-F#-G-Bb-C.

### Escala enigmática
La escala enigmática, de siete notas, tiene una estructura cromática en sus extremos grave y agudo. Es una escala atonal. Cualquier nota puede servir como punto de partida, y el siguiente ejemplo, en la figura siguiente, parte de la nota do:

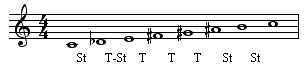
Representación de la Escala enigmática.

### Escala relativa
El término escala relativa hace referencia a un supuesto, en el que dos escalas tienen las mismas alteraciones pero pertenecen a modos diferentes. Cada escala mayor tiene una escala relativa menor que está formada por exactamente las mismas notas, que sería el sexto grado de la escala mayor. Por ejemplo, la relativa menor de la escala do mayor es la menor. Ambas escalas poseen la misma armadura de clave, que en este caso no lleva ninguna alteración. De otro modo, también podemos saber la relativa mayor de una escala menor, ya que la tónica de la escala menor se encuentra a una distancia de una tercera menor de la tónica de la escala mayor. Por ejemplo, la relativa mayor de do menor es mi bemol mayor. Por lo tanto, ambas escalas poseen la misma armadura de clave, que en esta ocasión contiene los bemoles en las notas si, mi y la. Como consecuencia, se puede extraer a partir de las escalas relativas, las armaduras de clave.